# Phlaocyon
Phlaocyon és un gènere extint de mamífer carnívor de la família dels cànids que visqué a Nord-amèrica des de l'Oligocè inferior fins al Miocè inferior, fa entre 18,5 i 33,3 milions d'anys. Se n'han trobat restes a Califòrnia, Colorado, Dakota del Sud, Florida, Nebraska, Oregon, Texas i Wyoming (Estats Units). Les espècies més petites d'aquest grup eren de la mida de la guineu menuda, mentre que les més grosses eren de la mida d'un coiot gros. La majoria eren omnívores, però n'hi ha dues que eren hipercarnívores. El nom genèric Phlaocyon significa ‘gos moledor’.